# Nagare (веб фрејмворк)
Nagare је фрејмворк веб апликације који је бесплатан и отвореног кода за програмирање веб апликација у Stackless Пајтону.
Nagare се користи моделом компоненте инспирисане од Seaside, и, као Seaside, Nagare се користи континуацијама да обезбеди фрејмворк где HTTP неповезани циклуси захтева / одговора не ломе нормални контролни ток апликације. Ово дозвољава веб апликацијама да буду програмиране на скоро исти начин као десктоп апликације, за агилни развој софтвера. Какогод, Nagare је написан у Пајтону уместо Smalltalk-у.